# Světový pohár v běhu na lyžích 2019/2020
Světový pohár v běhu na lyžích 2019/20 byl seriálem závodů v běhu na lyžích během zimní sezóny 2019/20. Organizuje jej Mezinárodní lyžařská federace (FIS). Vítězství obhajovali Norové Johannes Høsflot Klæbo a Ingvild Flugstad Østbergová.

## Výsledky závodů

### Muži
| WC | SWC                                                                           | Datum                                                                         | Místo                                                                         | Disciplína                                                                    | Vítěz                  | 2. místo               | 3. místo               | Vedení v SP            | Ref. |
| -- | ----------------------------------------------------------------------------- | ----------------------------------------------------------------------------- | ----------------------------------------------------------------------------- | ----------------------------------------------------------------------------- | ---------------------- | ---------------------- | ---------------------- | ---------------------- | ---- |
|    |                                                                               |                                                                               |                                                                               |                                                                               |                        |                        |                        |                        |      |
|    | 1                                                                             | 29. listopad 2019                                                             | Ruka                                                                          | sprint K                                                                      | Johannes Høsflot Klæbo | Pål Golberg            | Richard Jouve          | Johannes Høsflot Klæbo |      |
| 2  | 30. listopad 2019                                                             | Ruka                                                                          | 15 km K                                                                       | Iivo Niskanen                                                                 | Johannes Høsflot Klæbo | Emil Iversen           |                        | Johannes Høsflot Klæbo |      |
| 3  | 1. prosinec 2019                                                              | Ruka                                                                          | 15 km V stíhací závod                                                         | Hans Christer Holund                                                          | Sjur Røthe             | Emil Iversen           |                        | Johannes Høsflot Klæbo |      |
| 1  | 3. Ruka Triple / 10. Nordic Opening celkově (29. listopad – 1. prosinec 2019) | 3. Ruka Triple / 10. Nordic Opening celkově (29. listopad – 1. prosinec 2019) | 3. Ruka Triple / 10. Nordic Opening celkově (29. listopad – 1. prosinec 2019) | 3. Ruka Triple / 10. Nordic Opening celkově (29. listopad – 1. prosinec 2019) | Johannes Høsflot Klæbo | Emil Iversen           | Iivo Niskanen          | Johannes Høsflot Klæbo |      |
|    |                                                                               |                                                                               |                                                                               |                                                                               |                        |                        |                        |                        |      |
| 2  | 4                                                                             | 7. prosinec 2019                                                              | Lillehammer                                                                   | 30 km Skiatlon                                                                | Alexandr Bolšunov      | Hans Christer Holund   | Emil Iversen           | Johannes Høsflot Klæbo |      |
| 3  | 5                                                                             | 14. prosinec 2019                                                             | Davos                                                                         | Sprint V                                                                      | Johannes Høsflot Klæbo | Lucas Chanavat         | Håvard Solås Taugbøl   | Johannes Høsflot Klæbo |      |
| 4  | 6                                                                             | 15. prosinec 2019                                                             | Davos                                                                         | 15 km V                                                                       | Simen Hegstad Krüger   | Sergej Usťugov         | Dario Cologna          | Johannes Høsflot Klæbo |      |
| 5  | 7                                                                             | 21. prosinec 2019                                                             | Planica                                                                       | Sprint V                                                                      | Lucas Chanavat         | Federico Pellegrino    | Erik Valnes            | Johannes Høsflot Klæbo |      |
|    |                                                                               |                                                                               |                                                                               |                                                                               |                        |                        |                        |                        |      |
|    | 8                                                                             | 28. prosinec 2019                                                             | Lenzerheide                                                                   | 15 km V hromadný start                                                        | Sergej Usťugov         | Johannes Høsflot Klæbo | Alexandr Bolšunov      | Johannes Høsflot Klæbo |      |
| 9  | 29. prosinec 2019                                                             | Lenzerheide                                                                   | Sprint V                                                                      | Johannes Høsflot Klæbo                                                        | Federico Pellegrino    | Richard Jouve          |                        | Johannes Høsflot Klæbo |      |
| 10 | 31. prosinec 2019                                                             | Toblach                                                                       | 15 km V                                                                       | Sergej Usťugov                                                                | Ivan Jakimuškin        | Alexandr Bolšunov      |                        | Johannes Høsflot Klæbo |      |
| 11 | 1. leden 2020                                                                 | Toblach                                                                       | 15 km K stíhací závod                                                         | Alexandr Bolšunov                                                             | Sergej Usťugov         | Iivo Niskanen          |                        | Johannes Høsflot Klæbo |      |
| 12 | 3. leden 2020                                                                 | Val di Fiemme                                                                 | 15 km K hromadný start                                                        | Johannes Høsflot Klæbo                                                        | Sergej Usťugov         | Alexandr Bolšunov      |                        | Johannes Høsflot Klæbo |      |
| 13 | 4. leden 2020                                                                 | Val di Fiemme                                                                 | Sprint K                                                                      | Johannes Høsflot Klæbo                                                        | Sergej Usťugov         | Alexandr Bolšunov      |                        | Johannes Høsflot Klæbo |      |
| 14 | 5. leden 2020                                                                 | Val di Fiemme                                                                 | 10 km V hromadný start do vrchu                                               | Simen Hegstad Krüger                                                          | Sjur Røthe             | Alexandr Bolšunov      |                        | Johannes Høsflot Klæbo |      |
| 6  | 14. Tour de Ski celkově (28. prosinec 2019 – 5. leden 2020)                   | 14. Tour de Ski celkově (28. prosinec 2019 – 5. leden 2020)                   | 14. Tour de Ski celkově (28. prosinec 2019 – 5. leden 2020)                   | 14. Tour de Ski celkově (28. prosinec 2019 – 5. leden 2020)                   | Alexandr Bolšunov      | Sergej Usťugov         | Johannes Høsflot Klæbo | Alexandr Bolšunov      |      |
|    |                                                                               |                                                                               |                                                                               |                                                                               |                        |                        |                        |                        |      |
| 7  | 15                                                                            | 11. leden 2020                                                                | Drážďany                                                                      | Sprint V                                                                      | Lucas Chanavat         | Sindre Bjørnestad Skar | Johan Häggström        | Alexandr Bolšunov      |      |
| 8  | 16                                                                            | 18. leden 2020                                                                | Nové Město                                                                    | 15 km V                                                                       | Alexandr Bolšunov      | Iivo Niskanen          | Sjur Røthe             | Alexandr Bolšunov      |      |
| 9  | 17                                                                            | 19. leden 2020                                                                | Nové Město                                                                    | 15 km K stíhací závod                                                         | Alexandr Bolšunov      | Johannes Høsflot Klæbo | Simen Hegstad Krüger   | Alexandr Bolšunov      |      |
| 10 | 18                                                                            | 25. leden 2020                                                                | Oberstdorf                                                                    | 30 km Skiatlon                                                                | Alexandr Bolšunov      | Simen Hegstad Krüger   | Sjur Røthe             | Alexandr Bolšunov      |      |
| 11 | 19                                                                            | 26. leden 2020                                                                | Oberstdorf                                                                    | Sprint K                                                                      |                        |                        |                        | Alexandr Bolšunov      |      |

### Ženy
| WC | SWC                                                                           | Datum                                                                         | Místo                                                                         | Disciplína                                                                    | Vítězka                          | 2. místo                     | 3. místo                    | Vedení v SP                      | Ref. |
| -- | ----------------------------------------------------------------------------- | ----------------------------------------------------------------------------- | ----------------------------------------------------------------------------- | ----------------------------------------------------------------------------- | -------------------------------- | ---------------------------- | --------------------------- | -------------------------------- | ---- |
|    |                                                                               |                                                                               |                                                                               |                                                                               |                                  |                              |                             |                                  |      |
|    | 1                                                                             | 29. listopad 2019                                                             | Ruka                                                                          | sprint K                                                                      | Maiken Caspersenová Fallaová     | Jonna Sundlingová            | Sadie Bjornsenová           | Maiken Caspersenová Fallaová     |      |
| 2  | 30. listopad 2019                                                             | Ruka                                                                          | 10 km K                                                                       | Therese Johaugová                                                             | Krista Pärmäkoskiová             | Natalja Něprjajevová         | Sadie Bjornsenová           |                                  |      |
| 3  | 1. prosinec 2019                                                              | Ruka                                                                          | 10 km V stíhací závod                                                         | Therese Johaugová                                                             | Heidi Wengová                    | Jessica Digginsová           | Therese Johaugová           |                                  |      |
| 1  | 3. Ruka Triple / 10. Nordic Opening celkově (29. listopad – 1. prosinec 2019) | 3. Ruka Triple / 10. Nordic Opening celkově (29. listopad – 1. prosinec 2019) | 3. Ruka Triple / 10. Nordic Opening celkově (29. listopad – 1. prosinec 2019) | 3. Ruka Triple / 10. Nordic Opening celkově (29. listopad – 1. prosinec 2019) | Therese Johaugová                | Heidi Wengová                | Therese Johaugová           | Astrid Uhrenholdtová Jacobsenová |      |
|    |                                                                               |                                                                               |                                                                               |                                                                               |                                  |                              |                             |                                  |      |
| 2  | 4                                                                             | 7. prosinec 2019                                                              | Lillehammer                                                                   | 15 km Skiatlon                                                                | Therese Johaugová                | Jessica Digginsová           | Heidi Wengová               | Therese Johaugová                |      |
| 3  | 5                                                                             | 14. prosinec 2019                                                             | Davos                                                                         | Sprint V                                                                      | Linn Svahnová                    | Maiken Caspersenová Fallaová | Sophie Caldwellová          | Therese Johaugová                |      |
| 4  | 6                                                                             | 15. prosinec 2019                                                             | Davos                                                                         | 10 km V                                                                       | Therese Johaugová                | Heidi Wengová                | Jessica Digginsová          | Therese Johaugová                |      |
| 5  | 7                                                                             | 21. prosinec 2019                                                             | Planica                                                                       | Sprint V                                                                      | Jonna Sundlingová                | Stina Nilssonová             | Julia Kernová               | Therese Johaugová                |      |
|    |                                                                               |                                                                               |                                                                               |                                                                               |                                  |                              |                             |                                  |      |
|    | 8                                                                             | 28. prosinec 2019                                                             | Lenzerheide                                                                   | 10 km V hromadný start                                                        | Therese Johaugová                | Heidi Wengová                | Ebba Anderssonová           | Therese Johaugová                |      |
| 9  | 29. prosinec                                                                  | Lenzerheide                                                                   | Sprint V                                                                      | Anamarija Lampičová                                                           | Maiken Caspersenová Fallaová     | Natalja Něprjajevová         |                             | Therese Johaugová                |      |
| 10 | 31. prosinec 2019                                                             | Toblach                                                                       | 10 km V                                                                       | Therese Johaugová                                                             | Ingvild Flugstad Østbergová      | Ebba Anderssonová            |                             | Therese Johaugová                |      |
| 11 | 1. leden 2020                                                                 | Toblach                                                                       | 10 km K stíhací závod                                                         | Ingvild Flugstad Østbergová                                                   | Therese Johaugová                | Heidi Wengová                |                             | Therese Johaugová                |      |
| 12 | 3. leden 2020                                                                 | Val di Fiemme                                                                 | 10 km K hromadný start                                                        | Astrid Uhrenholdtová Jacobsenová                                              | Ebba Anderssonová                | Katharina Hennigová          |                             | Therese Johaugová                |      |
| 13 | 4. leden 2020                                                                 | Val di Fiemme                                                                 | Sprint K                                                                      | Anamarija Lampičová                                                           | Astrid Uhrenholdtová Jacobsenová | Jessica Digginsová           |                             | Therese Johaugová                |      |
| 14 | 5. leden 2020                                                                 | Val di Fiemme                                                                 | 10 km V hromadný start do vrchu                                               | Therese Johaugová                                                             | Heidi Wengová                    | Ingvild Flugstad Østbergová  |                             | Therese Johaugová                |      |
| 6  | 14. Tour de Ski celkově (28. prosinec 2019 – 5. leden 2020)                   | 14. Tour de Ski celkově (28. prosinec 2019 – 5. leden 2020)                   | 14. Tour de Ski celkově (28. prosinec 2019 – 5. leden 2020)                   | 14. Tour de Ski celkově (28. prosinec 2019 – 5. leden 2020)                   | Therese Johaugová                | Natalja Něprjajevová         | Ingvild Flugstad Østbergová | Therese Johaugová                |      |
|    |                                                                               |                                                                               |                                                                               |                                                                               |                                  |                              |                             |                                  |      |
| 7  | 15                                                                            | 11. leden 2020                                                                | Drážďany                                                                      | Sprint V                                                                      | Linn Svahnová                    | Anamarija Lampičová          | Maja Dahlqvistová           | Therese Johaugová                |      |
| 8  | 16                                                                            | 18. leden 2020                                                                | Nové Město                                                                    | 10 km V                                                                       | Therese Johaugová                | Natalja Něprjajevová         | Heidi Wengová               | Therese Johaugová                |      |
| 9  | 17                                                                            | 19. leden 2020                                                                | Nové Město                                                                    | 10 km K stíhací závod                                                         | Therese Johaugová                | Natalja Něprjajevová         | Ingvild Flugstad Østbergová | Therese Johaugová                |      |
| 10 | 18                                                                            | 25. leden 2020                                                                | Oberstdorf                                                                    | 15 km Skiatlon                                                                | Therese Johaugová                | Ingvild Flugstad Østbergová  | Teresa Stadloberová         | Therese Johaugová                |      |
| 11 | 19                                                                            | 26. leden 2020                                                                | Oberstdorf                                                                    | Sprint K                                                                      | Natalja Něprjajevová             | Anamarija Lampičová          | Jessica Digginsová          | Therese Johaugová                |      |